# Federazione calcistica dell'India
La Federazione calcistica dell'India (in inglese All India Football Federation, acronimo AIFF) è l'organo ufficiale di regolamentazione e di governo dell'attività calcistica in India. Gestisce la squadra nazionale e organizza la ISL (Indian Super League), massima competizione indiana per club. Organizza anche altri tornei nazionali. Non va confusa con la Indian Football Association (IFA), che, a dispetto del nome, gestisce l'attività calcistica soltanto nello Stato del Bengala Occidentale.
La AIFF fu fondata nel 1937 e divenne affiliata della FIFA nel 1948, un anno dopo l'indipendenza della nazione.
L'India è stata uno dei membri fondatori della Asian Football Confederation, creata nel 1954.

## Storia

### Prima della AIFF
Prima della fondazione della AIFF, in India mancava un'organizzazione calcistica che gestisse il calcio a livello nazionale. Erano presenti solo poche associazioni a carattere regionale. La Indian Football Association (IFA), fondata nel 1893, sebbene amministrasse soltanto il calcio del Bengala Occidentale, era de facto il principale organo di governo del calcio nel Paese. Ciò fu dovuto all'organizzazione metodica e agli sforzi per promuovere il gioco. All'epoca, il comitato esecutivo era composto, quasi totalmente, da inglesi e la IFA era affiliata alla FA (federazione inglese). Questa importante affiliazione fu un altro dei principali motivi che resero la IFA predominante rispetto ad altre organizzazioni territoriali. L'associazione organizzava le trasferte all'estero delle squadre indiane. Allo stesso modo, le squadre straniere che avevano intenzione di disputare partite in India si rivolgevano alla IFA.

### Fondazione della "All India Football Federation"
Nel 1935, l'IFA aveva convocato una conferenza con i rappresentanti delle altre associazioni calcistiche regionali esistenti per discutere sulla creazione di una federazione nazionale. All'incontro erano presenti, oltre a quelli della IFA (Bengala Occidentale), i rappresentanti di Assam, Bihar, Delhi, Mysore, delle Province Unite (le attuali Uttar Pradesh e Uttarakhand) e della Bombay Presidency. Nella conferenza emersero dei contrasti tra i partecipanti. I delegati dell'IFA lasciarono anticipatamente l'incontro in segno di protesta. Gli altri delegati, invece, costituirono un nuovo organismo e lo chiamarono All India Football Association. Ma il mancato appoggio dell'IFA e dell'Army Sports Control Board lasciarono in una situazione di stallo la nuova organizzazione. Successivamente, IFA e Army Sports Control Board concordarono sulla necessità di un incontro coi membri della nuova AIFA per sbloccare la situazione creatasi. Venne convocata una conferenza a Delhi, il 27 marzo 1937. Venne deciso di sciogliere la All India Football Association (AIFA) e fu fondata la All India Football Federation (AIFF). A ciascun'associazione affiliata venne assegnato un rappresentante nella nuova federazione, eccezion fatta per la IFA e l'Army Sports Control Board che ottennero due rappresentanti ciascuna.
Il 23 giugno 1937, presso il quartier generale dell'esercito, a Shimla, si tenne la cerimonia inaugurale. La federazione fu presentata come unione delle associazioni calcistiche di sei regioni, nelle quali lo sport era diventato molto popolare. Tra queste associazioni vi era anche la North West India Football Association.

## Competizioni organizzate
Le principali competizioni organizzate dalla AIFF sono:
- Indian Super league
- I-League
- I-League 2nd Division
- I-League 3rd Division
- Indian State Leagues
- Coppa della Federazione indiana
- Durand Cup
- Santosh Trophy